# Ахтыпаринское наибство
Ахтыпаринское наибство (с 1899 года Ахтыпаринский участок) — административная единица в составе Самурского округа Каспийской области, Дербентской губернии, Дагестанской области и Дагестанской АССР, существовавшая в 1839—1928 годах. Административный центр — село Ахты.

## Административное деление
Ахтыпаринское наибство делилось на сельские общества, имеющие в своём составе одно или несколько сёл.
1. Ахтинское сельское общество (Ахты, Гра)
2. Борчинское сельское общество (Борч)
3. Зрыхское сельское общество (Зрых, Кахул)
4. Какинское сельское общество (Кака, Гдынк)
5. Кюлютлинское сельское общество (Кюлютль)
6. Латкунское сельское общество (Латкун)
7. Мазинское сельское общество (Маза)
8. Семагульское сельское общество (Кочаг, Миджах, Семагул, Хал)
9. Усурское сельское общество (Гогаз, Усур)
10. Фийское сельское общество (Фий)
11. Хикемское сельское общество (Хикем, Хуляр)
12. Хновское сельское общество (Гдым, Хнов)
13. Хрюкское сельское общество (Хрюк)
14. Ялакское сельское общество (Ялак)

## История
В 1839 году после установления власти царской администрации в Самурской долине местные государственные образования были ликвидированы. Территория всей долины была включена в состав новообразованного Самурского округа. На месте прежних вольных обществ были образованы наибства в составе округа. Таким образом, на территории упразднённого Ахтыпаринского вольного общества было образовано Ахтыпаринское наибство. В 1899 году административная единица была переименована в Ахтыпаринский участок. В 1928 году участок был реформирован в Ахтынский кантон, а после упразднения системы округов в ДАССР, была основана самостоятельная административно-территориальная единица, напрямую подчинявшаяся республиканской администрации — Ахтынский район.

## Население
В 1886 году в наибстве проживало 23670 человек. Всё население было представлено лезгинами, кроме сёл Хнов и Борч, населённых рутульцами. Религиозный состав населения был однороден, жители наибства придерживались ислама суннитского толка.
В 1897 году в административном центре наибства селе Ахты проживало 3190 человек.
Население Ахтыпаринского наибства в 1886 году
|                                | Все           | Лезгины        | Рутульцы      |
| ------------------------------ | ------------- | -------------- | ------------- |
| Ахтыпаринское наибство         | 23670 (100 %) | 19493 (82,4 %) | 4177 (17,6 %) |
| Ахтинское сельское общество    | 6407 (100 %)  | 6407 (100 %)   |               |
| село Ахты                      | 5935 (100 %)  | 5935 (100 %)   |               |
| село Гра                       | 472 (100 %)   | 472 (100 %)    |               |
| Борчинское сельское общество   | 2290 (100 %)  |                | 2290 (100 %)  |
| село Борч                      | 2290 (100 %)  |                | 2290 (100 %)  |
| Зрыхское сельское общество     | 1183 (100 %)  | 1183 (100 %)   |               |
| село Зрых                      | 768 (100 %)   | 768 (100 %)    |               |
| село Кахул                     | 415 (100 %)   | 415 (100 %)    |               |
| Какинское сельское общество    | 1090 (100 %)  | 1090 (100 %)   |               |
| село Кака                      | 726 (100 %)   | 726 (100 %)    |               |
| село Гдунг                     | 364 (100 %)   | 364 (100 %)    |               |
| Кюлютлинское сельское общество | 894 (100 %)   | 894 (100 %)    |               |
| село Кюлютль                   | 894 (100 %)   | 894 (100 %)    |               |
| Латкунское сельское общество   | 691 (100 %)   | 691 (100 %)    |               |
| село Латкун                    | 691 (100 %)   | 691 (100 %)    |               |
| Мазинское сельское общество    | 1095 (100 %)  | 1095 (100 %)   |               |
| село Маза                      | 1095 (100 %)  | 1095 (100 %)   |               |
| Семагульское сельское общество | 1869 (100 %)  | 1869 (100 %)   |               |
| село Кочаг                     | 483 (100 %)   | 483 (100 %)    |               |
| село Миджах                    | 460 (100 %)   | 460 (100 %)    |               |
| село Семагул                   | 759 (100 %)   | 759 (100 %)    |               |
| село Хал                       | 167 (100 %)   | 167 (100 %)    |               |
| Усурское сельское общество     | 923 (100 %)   | 923 (100 %)    |               |
| село Гогаз                     | 533 (100 %)   | 533 (100 %)    |               |
| село Усур                      | 390 (100 %)   | 390 (100 %)    |               |
| Фийское сельское общество      | 1464 (100 %)  | 1464 (100 %)   |               |
| село Фий                       | 1464 (100 %)  | 1464 (100 %)   |               |
| Хикемское сельское общество    | 831 (100 %)   | 831 (100 %)    |               |
| село Хикем                     | 472 (100 %)   | 472 (100 %)    |               |
| село Хуляр                     | 359 (100 %)   | 359 (100 %)    |               |
| Хновское сельское общество     | 2497 (100 %)  | 610 (24,4 %)   | 1887 (75,6 %) |
| село Гдым                      | 610 (100 %)   | 610 (100 %)    |               |
| село Хнов                      | 1887 (100 %)  |                | 1887 (100 %)  |
| Хрюкское сельское общество     | 1525 (100 %)  | 1525 (100 %)   |               |
| село Хрюк                      | 1525 (100 %)  | 1525 (100 %)   |               |
| Ялакское сельское общество     | 911 (100 %)   | 911 (100 %)    |               |
| село Ялак                      | 911 (100 %)   | 911 (100 %)    |               |